# Laura Tramuns i Tripiana
Laura Tramuns i Tripiana (Badalona, 19 de febrer de 1970) és una nedadora i atleta amb discapacitat física.
Ha practicat tant natació com atletisme. Va participar per primera vegada en competició l'any 1984. En total disputà cinc edicions consecutives dels Jocs Paralímpics entre Nova York (1984) i Sydney (2000). En la primera edició guanyà la medalla d'or en 4 x 100 mestres d'estils i la de bronze en 100 metres en braça. Tornà a repetir medalla en braça, però en or i amb rècord del món, a Seül (1988) i la plata a Atlanta (1996). Finalment, a Barcelona (1992) es va proclamar campiona paralímpica en 100 metres papallona, establint un nou rècord mundial. Posteriorment, ha participat a diverses competicions d'atletisme de veterans.